# 일라 아룬

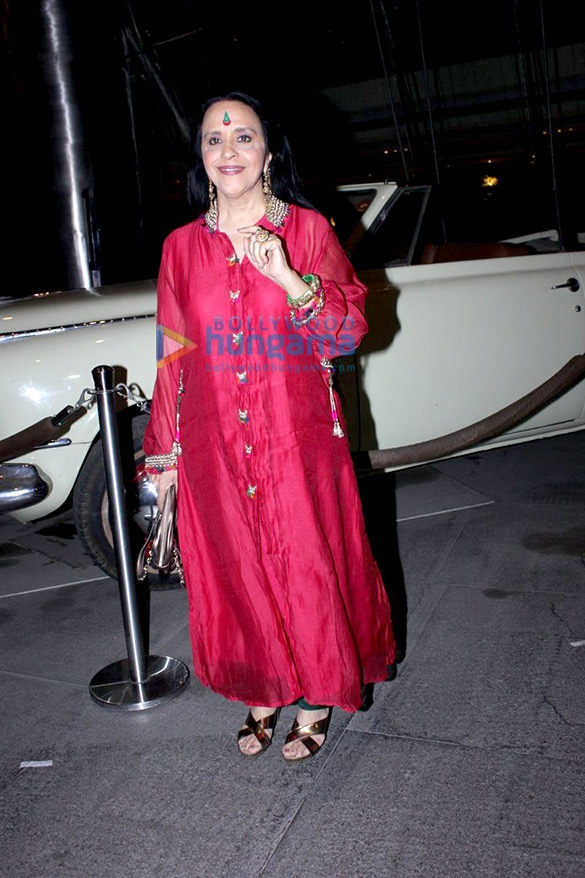

일라 아룬(Ila Arun)은 인도의 배우, 포크 가수이다. 포크 음악에 적합한 허스키한 목소리를 가졌다. 배우인 이시타 아룬이 딸이다.

## 생애
인도 자이푸르에서 태어나 자랐다. 마하라니 여자 대학교를 졸업했다. 데뷔작은 의학 드라마 Jeevanrekha이다.

## 가수로서의 활동
많은 영화 삽입곡을 불렀다. 그 중 일부는 타밀어와 텔루구어로 불렀다. 가장 유명한 영화 삽입곡은 영화 Khalnayak에 삽입된 Choli Ke Peeche와 영화 Lamhe에 삽입된 Morni Baaga Ma Bole이다. 영화 Mr. Romeo의 음악 Muthu Muthu Mazhai는 타밀어로 불렀다.
주요한 음반으로는 Morni, Main ho gayi sawa lakh ki, Mera Assi Kali ka Ghagra, Darudi, Bichuda, Main Raatan Jagi가 있다.

## 배우로서의 활동
2008년 영화 조다 악바르에서 인상적인 연기를 보여주었다. 주요 출연작으로는 China Gate, Chingari, Well Done Abba, Welcome to Sajjanpur, West is West, Ghatak가 있다.

## 음반
- Vote for Ghagra
- Main Ho Gayi Sawa Lakh Ki
- Banjaran
- The Very Best of Ila
- Khichdi
- Haule Haule
- Mela
- Ila Arun Pop Hits
- Chhappan Chhuri
- Mare Hiwda Ma

## 출연작
- 2014 - Shaadi Ke Side Effects
- 2010 - West Is West - Basheera Khan
- 2010 - Well Done Abba - Salma Ali
- 2010 - Mirch - Kesar bai
- 2008 - Jodhaa Akbar - Maham Anga
- 2008 - Welcome to Sajjanpur - Ramsakhi Pannawali
- 2006 - Chingaari - Padmavati
- 2005 - Bose - The Forgotten Hero - Ranu
- 1998 - China Gate - Mrs. Gopinath
- 1996 - Ghatak - Mrs. Malti Sachdev
- 1994 - Droh Kaal - Zeenat
- 1990 - Police Public - Laxmi, deaf servant
- 1986 - Jaal - Tara
- 1985 - Trikal - Cook
- 1983 - Ardh Satya - Sneha Bajpai
- 1983 - Mandi - Bordello girl